# هارپر (اورگن)

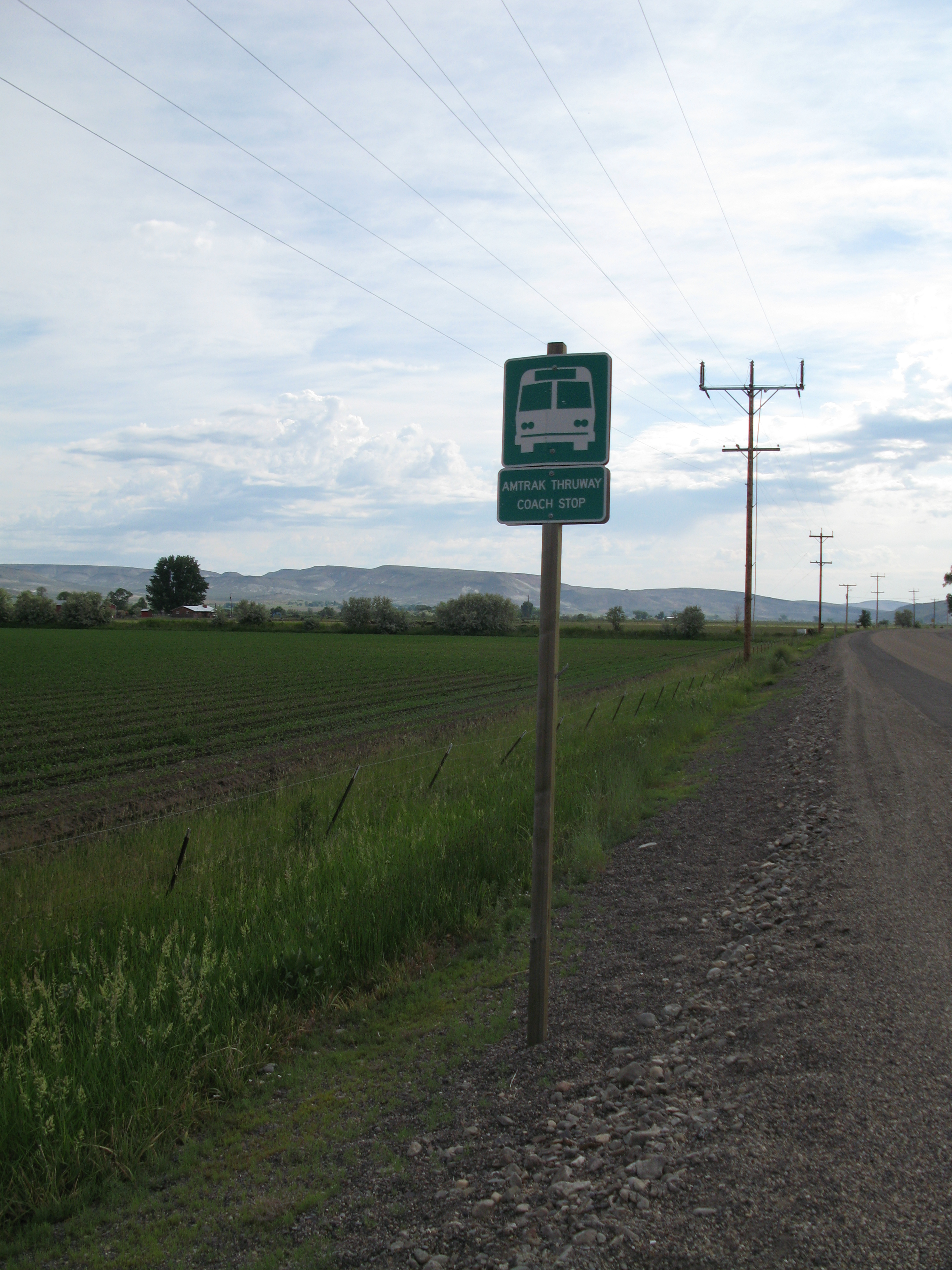
ایستگاه اتوبوس هارپر

هارپر، اورگن (انگلیسی: Harper, Oregon) هارپر یک محدوده ثبت نشده به لحاظ قانونی در مالهور، اورگن، ایالات متحده است. اگر چه این مکان ثبت قانونی نشده، اما اداره پست با کد پستی ۹۷۹۰۶. هارپر در شاهراه اتوبانU.S. ۲۰ در جنوب غربی واله قرار دارد.